# Rauchspur

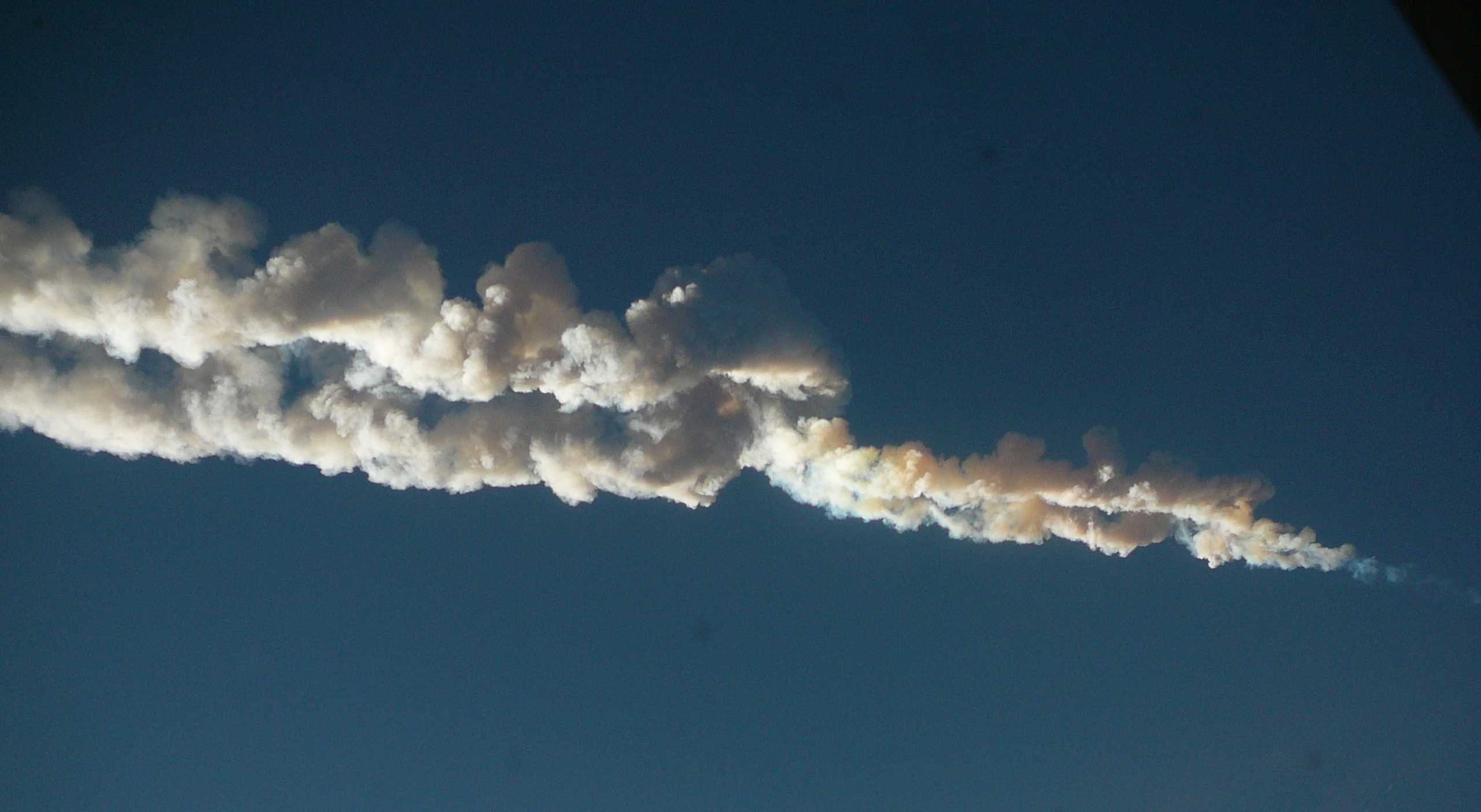
Auffällig geteilte Rauchspur des Tscheljabinsk-Meteors 2013

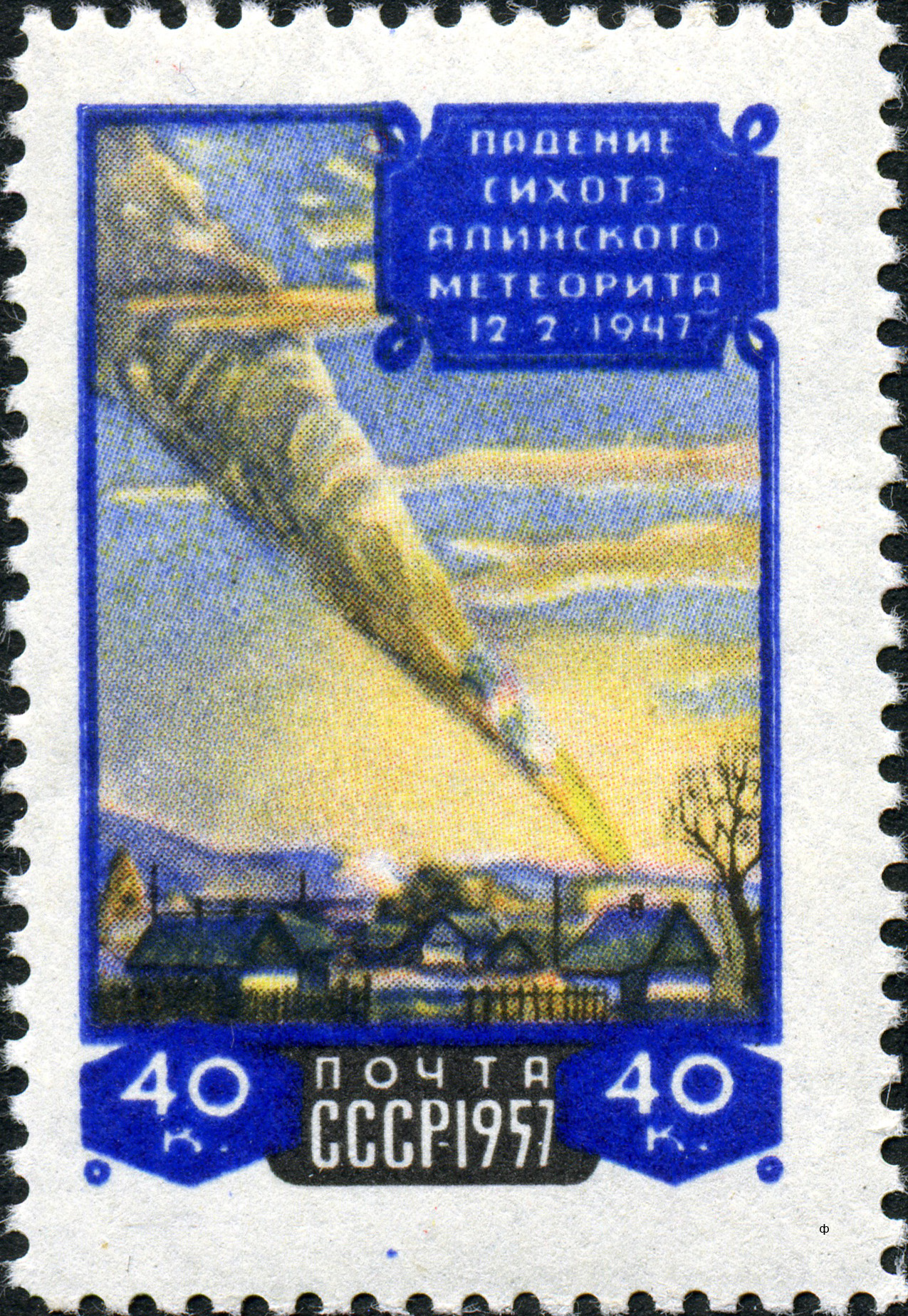
Rauchspur des Sikhote-Alin (Meteorit) auf einem Gemälde von Pjotr I. Medwedew als Motiv einer sowjetischen Sonderbriefmarke.

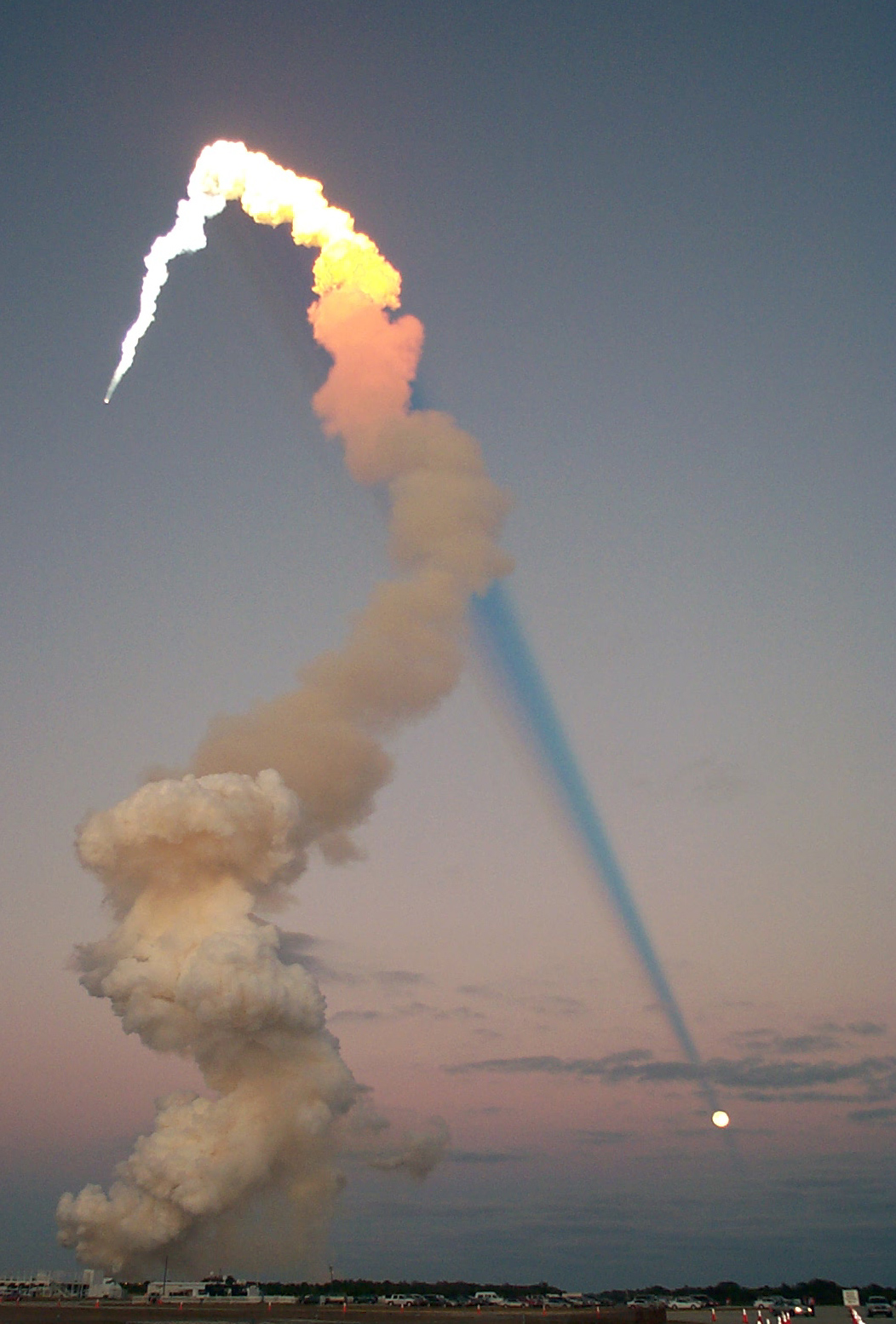
Rauchspur beim Start eines Space Shuttle

Als Rauchspur werden sichtbare Rückstände in der Atmosphäre bezeichnet, die bei Raketenstarts zurückbleiben. Ebenso hinterlassen größere Meteoroide beim Eintritt in die Lufthülle der Erde Rauchspuren, die dann auch Meteorwolken genannt werden. Anders als Kondensstreifen durchdringen Rauchspuren die Luftschichten bis in Höhen, die von Flugzeugen nicht erreicht werden. Innerhalb weniger Minuten verformen Höhenwinde solche Rauchspuren zu bizarren, zackigen Wolken, die später oft kreisförmig und verschlungen erscheinen können, wie es zum Beispiel bei Aufnahmen der Rauchspur des Asteroiden 2008 TC3 zu sehen ist. Beim Feuermeteor vom 13. Oktober 2009 wurde die Entwicklung der Rauchspur durch viele Fotografien aus verschiedenen Blickwinkeln außergewöhnlich gut dokumentiert.